# Stazione di Livorno Ferraris
Stazione di Livorno Ferraris vasútállomás Olaszországban, Livorno Ferraris településen.

## Vasútvonalak
Az állomást az alábbi vasútvonalak érintik:
- Torino–Milánó-vasútvonal

## Kapcsolódó állomások
A vasútállomáshoz az alábbi állomások vannak a legközelebb:
- Stazione di Sant’Antonino di Saluggia
- Stazione di Bianzè